# Bozköy, Niğde
Bozköy là một xã thuộc huyện Çiftlik, tỉnh Niğde, Thổ Nhĩ Kỳ. Dân số thời điểm năm 2011 là 4463 người.